# Patrick Konchellah
Patrick Konchellah (né le 20 avril 1968 - mort le 29 novembre 2009) est un athlète kényan, spécialiste du 800 mètres. 

## Biographie
Patrick Konchellah est le frère cadet de Billy Konchellah.

### Palmarès
| Date | Compétition           | Lieu     | Résultat | Performance   |
| ---- | --------------------- | -------- | -------- | ------------- |
| 1994 | Jeux du Commonwealth  | Victoria | 1er      | 1 min 45 s 18 |
| 1997 | Championnats du monde | Athènes  | 4e       | 1 min 44 s 26 |

### Records
| Épreuve    | Performance   | Lieu    | Date         |
| ---------- | ------------- | ------- | ------------ |
| 800 mètres | 1 min 42 s 98 | Cologne | 24 août 1997 |